# Morpho agamedes
Morpho agamedes är en fjärilsart som beskrevs av Hans Fruhstorfer 1912. Morpho agamedes ingår i släktet Morpho och familjen praktfjärilar. Inga underarter finns listade i Catalogue of Life.